# Voglia di cantare (miniserie televisiva)
(dalla canzone del film TV,  Uno su mille , interpretata da Gianni Morandi)
Voglia di cantare è una miniserie televisiva drammatica prodotta da Claudio Biondi per la Tangram Film in Italia nel 1985, diretta da Vittorio Sindoni e con protagonista Gianni Morandi, andata in onda su Rai 1 per quattro domeniche in prima serata dall'8 al 29 dicembre 1985.
Tra gli altri interpreti principali, Ana Obregón, Capucine e Marco Vivio, all'epoca ancora bambino e pressoché agli esordi.
La trama dello sceneggiato – che rappresenta il “seguito” ideale (ma non il sequel, in quanto la storia raccontata è un'altra) di Voglia di volare, trasmesso da Rai 1 l'anno precedente, e sempre con Morandi protagonista – presenta analogie con le vicende professionali di Morandi stesso. Significativo il fatto che nell'ultima puntata venga proposta la canzone Uno su mille, pubblicata da Morandi proprio quell'anno e dal testo quanto mai emblematico per la storia artistica del cantante, tornato allora in auge dopo un periodo di oblio.

## Trama
Paolo Fontana è un cantante sul viale del tramonto, che stenta a rilanciarsi.

Anche la sua vita sentimentale è un completo caos: la moglie infatti lo ha lasciato, portando con sé il figlioletto Luca. Paolo intraprende allora una nuova relazione – inizialmente solo per scopi pubblicitari – con una certa María Carrera.
In seguito Luca si ammala, e Paolo e sua moglie si riavvicinano. Dopo la guarigione del bambino, Paolo si convince che il peggio è passato: spronato dalla famiglia, si sente pronto a tornare sulle scene.
Riesce così – pur con difficoltà e con l'aiuto della moglie – a convincere un discografico ad organizzargli un concerto, dove si presenterà interpretando subito una nuova canzone a sfondo autobiografico (Uno su mille, nella storia composta dal fidanzato della sorella di Paolo). Il pubblico, lì per lì un po' diffidente, si scioglie alla fine in un lungo applauso.